# Killer Croc
Killer Croc (Waylon Jones) er en superskurk, der optræder i amerikanske tegneserier udgivet af DC Comics, hovedsageligt i forbindelse med superhelten Batman. Figuren blev skabt af Gerry Conway, Don Newton og Gene Colan, og den optrådte første gang i Batman #357 (marts, 1983). Han er blevet en af Batmans mest langvarige fjender, og en del af gruppen af skurke, som kaldes rogues gallery.
I tegneserien optræder Killer Croc som en wrestler som lider af en sjælden genetisk sygdom, der giver ham et reptilagtigt udseende og overmenneskelig styrke. Han er bliver drevet til vandvid af dette og vælger at laver kiminalitet og udvikler over tid mere animalske tendenser. Karakteren er også medlem af Suicide Squad, hvor han havde sin debut i femte nummer af tegneserien om gruppen, samt en romantisk forbindelse til Enchantress. Han bliver normalt afbildet som superskurk, men nogle gange er han også blevet afbildet som en antihelt.
Karakteren har optrådt i en række andre medier, hovedsageligt i forbindelse med Batman. Første gang Killer Croc optrådte i live-action var i 2016 i DC Extended Universes film Suicide Squad, hvor han blev spillet af Adewale Akinnuoye-Agbaje. En version af karakteret optrådte i tredje sæson af Arrowverse-serien Batwoman, hvor han blev spillet af Heidi Ben.